# Garry Shandling
Garry Emmanuel Shandling (ur. 29 listopada 1949 w Chicago, zm. 24 marca 2016 w Los Angeles) – amerykański komik, aktor, scenarzysta, producent, reżyser i osobowość telewizyjna. Zasłynął przede wszystkim ze swojego autorskiego programu telewizyjnego Showtime It's Garry Shandling's Show (1986-90) i HBO The Larry Sanders Show (1992-98).

## Życiorys

### Wczesne lata
Urodził się w Chicago w stanie Illinois w rodzinie żydowskiej jako syn właściciela drukarni Irvinga Shandlinga (1920-1985) i właścicielki sklepu zoologicznego Muriel Estelle (z domu Singer; 1922-2011). Jego dziadkowie ze strony ojca to Jacob Shandling (ur. w Szkudy na Litwie jako syn Davida i Hannah Teplitz Shandling) i Anna Cohn (ur. w Odessie na Ukrainie córka Izraela Cohna i Rose), a ze strony matki – Charles Singer (ur. w Nowym Jorku, jego ojciec pochodził z Austrii a matka z Rumunii) i Ada Goorvitch/Goovitsh (ur. w Londynie, w Anglii, a rodzice pochodzili z Polski).
Miał starszego brata Barry’ego (1947-1960), który zmarł na mukowiscydozę, gdy Garry miał 10 lat. Wychowywał się w Tucson w stanie Arizona, gdzie uczęszczał do Palo Verde High School. Studiował elektrotechnikę na University of Arizona. Ukończył studia na kierunku marketing i twórcze pisanie. Pracował w agencji reklamowej.

### Kariera
W 1973 roku przeniósł się do Los Angeles. Swoją karierę rozpoczął pisząc scenariusze do sitcomów: NBC Sanford i syn (Sanford and Son, 1972-77) z Reddem Foxxem i muzyką Quincy Jonesa i ABC Welcome Back, Kotter (1975-79) z udziałem Rona Palillo i Johna Travolty. Z powodzeniem występował jako komik i stał się częstym gościem programu NBC The Tonight Show u boku Johnny’ego Carsona. Od 1986 roku prowadził swoją własną audycję Showtime It's Garry Shandling's Show, a którą został nominowany cztery razy do nagrody Emmy i dwa razy odebrał nagrodę CableACE (1988 i 1991).
Jednak drugi jego autorski program HBO The Larry Sanders Show z Jeffreyem Tamborem i Ripem Tornem stał się na tyle popularny, że otrzymał 18 nominacji, a w 1998 roku zdobył Primetime Emmy wraz ze współscenarzystą Peterem Tolanem. Podczas swoich trzydziestu lat kariery aktorskiej otrzymał nagrodę BAFTA (1999), był nominowany 19 razy do Primetime Emmy Award i dwa razy do Złotego Globu. 15 stycznia 1997 roku podczas 1. ceremonii wręczenia Satelitów i 22 lutego 1998 roku podczas 1. ceremonii wręczenia Satelitów był nominowany w kategorii Najlepszy aktor w serialu komediowym.
10 września 2000 prowadził 52. ceremonię wręczenia nagród Emmy.
Dwukrotnie wcielił się w postać senatora Sterna w Iron Man 2 (2010) i Kapitan Ameryka: Zimowy żołnierz (2014).

### Życie prywatne
W latach 80. i w 2006 spotykał się z aktorką Sharon Stone. W latach 1987–94 był związany z aktorką i modelką Playboya Lindą Doucett. Po rozpadzie ich związku wyrzucił ją z programu, a Doucett złożyła pozew o molestowanie seksualne i bezprawne zwolnienie z pracy. W 2000 roku spotykał się z Calistą Flockhart.
Zmarł 24 marca 2016 w szpitalu w Los Angeles na atak serca w wieku 66 lat.

## Filmografia
- 1987: Saturday Night Live w roli samego siebie – odc.: „Garry Shandling/Los Lobos”
- 1993: Apartament (The Night We Never Met) jako pan Vertisey
- 1994: Wariackie święta (Mixed Nuts) jako Stanley
- 1994: Przygoda miłosna (Love Affair) jako Kip DeMay
- 1998: Harmider (Hurlyburly) jako Artie
- 1998: Dr Dolittle (Doctor Dolittle) jako gołąb (głos)
- 2000: Z księżyca spadłeś? (What Planet Are You From?) jako Harold Anderson
- 2001: Town & Country jako Griffin Morris
- 2001: Zoolander w roli samego siebie
- 2002: Biegnij Ronnie biegnij (Run Ronnie Run) w roli samego siebie
- 2005: Króliczki Playboya (The Girls Next Door) w roli samego siebie (8/28/2005) – odc. 5. „Fight Night”
- 2005: Kwestia zaufania (Trust the Man) jako dr Beekman
- 2006: Skok przez płot (Over the Hedge) jako Verne, żółw (głos)
- 2006: Hammy's Boomerang Adventure jako Verne, żółw (głos)
- 2010: Iron Man 2 jako senator Stern
- 2012: Dyktator (The Dictator) jako inspektor zdrowia
- 2014: Kapitan Ameryka: Zimowy żołnierz (Captain America: The Winter Soldier) jako senator Stern
- 2016: Księga dżungli (The Jungle Book) jako Ikki (głos)